# Nickelodeon Kids' Choice Awards 2012

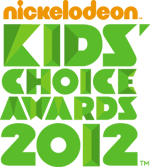
Logo van Nickelodeon Kids Choice Awards 2012

De Nickelodeon Kids' Choice Awards 2012 was de 25e editie van de jaarlijkse prijsuitreikingshow van de kinderzender Nickelodeon. De show vond plaats op 31 maart 2012 in Los Angeles en werd gepresenteerd door Will Smith en Tom Kenny. De preshow-presentatie werd verzorgd door en Daniella Monet.

## Categorieën
Winnaars zijn dikgedrukt

1 Geeft aan dat dit de eerste keer is dat hij/zij genomineerd is.

2 Geeft de winnaar van vorig jaar aan in de desbetreffende categorie.

Dit geldt niet voor: favoriete televisieacteur, favoriete film, favoriete filmactrice, favoriete geanimeerde film, favoriete stemacteur,  favoriete 'Buttkicker', favoriete nummer, favoriete videospel en favoriete ster: Nederland/België.

### Televisie

#### Favoriete tv-show
- Good Luck Charlie 1
- iCarly 2
- Victorious 1 (Winnaar)
- Wizards of Waverly Place

#### Favoriete Realityshow
- American Idol 2
- America's Funniest Home Videos
- America's Got Talent
- Wipeout (Winnaar)

#### Favoriete televisieacteur
- Tim Allen voor Last Man Standing als Mike Baxter
- Ty Burrel voor Modern Family als Phil Dunphy
- Alex Heartman voor Power Rangers Samurai als Jayden Shiba
- Jake Short voor A.N.T. Farm als Fletcher Quimby (Winnaar)

#### Favoriete televisieactrice
- Miranda Cosgrove voor iCarly als Carly Shay
- Selena Gomez voor Wizards of Waverly Place  als Alex Russo 2 (Winnaar, vierde keer op rij)
- Victoria Justice voor Victorious als Tori Vega
- Bridgit Mendler voor Good Luck Charlie als Teddy Duncan 1

#### Favoriete tv-sidekick
- Nathan Kress voor iCarly als Freddie Benson 1
- Jennette McCurdy voor iCarly als Sam Puckett 2 (Winnaar, tweede keer op rij)
- Jennifer Stone voor Wizards of Waverly Place als Harper Finkle 1
- Jerry Trainor voor iCarly als Spencer Shay 1

#### Favoriete Cartoon
- Kung Fu Panda: De Serie 1
- Phineas and Ferb
- Scooby-Doo! Mystery Incorporated
- SpongeBob SquarePants 2 (Winnaar, vierde keer op rij)

### Film

#### Favoriete film
- Alvin and the Chipmunks: Chipwrecked (Winnaar)
- Harry Potter en de Relieken van de Dood deel 2
- The Muppets
- De Smurfen

#### Favoriete filmacteur
- Jim Carrey als Thomas "Tom" Popper jr. voor Mr. Popper's Penguins
- Johnny Depp als Jack Sparrow voor Pirates of the Caribbean: On Stranger Tides 2
- Daniel Radcliffe als Harry Potter voor Harry Potter en de Relieken van de Dood deel 2
- Adam Sandler als Jack Sadelstein/Jill Sadelstein voor Jack & Jill (Winnaar)

#### Favoriete filmactrice
- Amy Adams als Mary voor The Muppets
- Kristen Stewart als Bella Swan voor The Twilight Saga: Breaking Dawn deel 1 (Winnaar)
- Sofia Vergara als Odile voor De Smurfen
- Emma Watson als Hermelien Griffel voor Harry Potter en de Relieken van de Dood deel 2

#### Favoriete geanimeerde film
- Cars 2
- Kung Fu Panda 2
- De gelaarsde kat (Winnaar)
- Rio

#### Favoriete stemacteur
- Antonio Banderas als De gelaarsde kat voor De gelaarsde kat
- Jack Black als Meester Po voor Kung Fu Panda 2
- Johnny Depp als Rango voor Rango
- Katy Perry als Smurfin voor De Smurfen (Winnaar)

#### Favoriete 'Buttkicker'
- Jessica Alba als Marissa Wilson voor Spy Kids 4: All the Time in the World
- Tom Cruise als Ethan Hunt voor Mission: Impossible – Ghost Protocol
- Kelly Kelly voor  WWE Raw
- Taylor Lautner als Nathan Harper voor Abduction (Winnaar)

### Muziek

#### Favoriete band
- Big Time Rush (Winnaar)
- The Black Eyed Peas 2
- Lady Antebellum
- LMFAO 1

#### Favoriete zanger
- Justin Bieber 2 (Winnaar, tweede keer op rij)
- Toby Keith 1
- Bruno Mars
- Usher

#### Favoriete zangeres
- Lady Gaga 1
- Selena Gomez (Winnaar)
- Katy Perry 2
- Taylor Swift

#### Favoriete nummer
- "Born This Way" door Lady Gaga
- "Firework" door Katy Perry
- "Party Rock Anthem" door LMFAO (Winnaar)
- "Sparks Fly" door Taylor Swift

### Sport

#### Favoriete mannelijke atleet
- Derek Jeter 1
- Michael Phelps
- Tim Tebow 1 (Winnaar)
- Shaun White

#### Favoriete vrouwelijke atleet
- Kelly Clark 1
- Danica Patrick (Winnaar)
- Serena Williams
- Venus Williams

### Overige categorieën

#### Big Help Award
- Taylor Swift

#### Favoriete boek
- Diary of a Wimpy Kid 2 (Winnaar, derde keer op rij)
- Harry Potter 1
- The Hunger Games 1
- Twilight 1

#### Favoriete videospel
- Just Dance 3 (Winnaar)
- LEGO Star Wars: The Complete Saga
- Mario Kart 7
- Super Mario Galaxy 2

#### Favoriete ster: Nederland/België
- Dennis Weening
- Gers Pardoel
- Lieke van Lexmond (Winnaar)
- Pip Pellens

The Big Ballot · 1988 · 1989 · 1990 · 1991 · 1992 · 1993 · 1994 · 1995 · 1996 · 1997 · 1998 · 1999 · 2000 · 2001 · 2002 · 2002 · 2003 · 2004 · 2005 · 2006 · 2007 · 2008 · 2009 · 2010 · 2011 · 2012 · 2013 · 2014 · 2015 · 2016 · 2017